# Булевард (филм)
Вижте пояснителната страница за други значения на Булевард.
„Булевард“ е български телевизионен игрален филм (драма) от 1979 година, по сценарий на Николай Никифоров и режисура на Лиляна Батулева. Оператор е Борис Янакиев, художник е Любен Тръпков. Музиката във филма е на композитора Александър Бръзицов. 
Филмът е екранизиран по едноименната новела на Димитър Вълев.

## Актьорски състав
| В главните роли                    | Изпълнител         |
| ---------------------------------- | ------------------ |
| овчарят Йордан Бабин Дженин        | Никола Дадов       |
| Мария, бившата годеницца на Йордан | Белла Цонева       |
|                                    | Антон Карастоянов  |
|                                    | Надежда Михова     |
|                                    | Тодор Тодоров      |
|                                    | Красимира Василева |
|                                    | Валентин Гаджоков  |
|                                    | Ангел Георгиев     |
|                                    | Иван Нанев         |
|                                    | Иван Андреев       |
|                                    | Никола Караджов    |
|                                    | Данаил Мишев       |
|                                    | Евгени Бакалов     |